# Hinojal
Hinojal è un comune spagnolo di 421 abitanti situato nella comunità autonoma dell'Estremadura.